# ソ越友好協力条約
ソ越友好協力条約（ソえつゆうこうきょうりょくじょうやく、ロシア語: Договор о дружбе и сотрудничестве между Союзом Советских Социалистических Республик и Социалистической Республикой Вьетнам、ベトナム語: Hiệp ước hữu nghị và hợp tác giữa Liên bang Cộng hoà Xã hội chủ nghĩa Xô-Viết và nước Cộng hoà Xã hội chủ nghĩa Việt Nam）とは1978年、当時のソビエト連邦とベトナム社会主義共和国との間で結ばれた条約である。

## 背景
社会主義陣営において、ソビエト連邦と中華人民共和国の2大国が激しく対立する中、ベトナム民主共和国（北ベトナム）は両国間におけるバランス外交を維持していた。これにより北ベトナムは、ベトナム戦争（1960-75）の最中、中ソ両国より支援を受けた。
しかし、中国で文化大革命が起りベトナム支援に支障が生じたこと、戦争の末期に米中が接近したことなどから、中越関係は疎遠となった。逆にソ連は、最新兵器の供給に優っていたこと、ゲリラ戦から通常戦闘の形態にシフトしたためにソ連の軍事理論が適用されたことから、ソ越関係はより密となった。
さらに1975年の南北ベトナム統一後、中越は国境問題、南シナ海のスプラトリイ群島やパラセル群島の領有権をめぐって、またカンボジアをめぐる対立、中国が対ベトナム援助を削減してきたことにより関係を悪化させた。

## 条約の締結
1978年11月3日、モスクワにおいてソ越条約を締結した。ソ連側は、ブレジネフ書記長とコスイギン首相、ベトナム側はレ・ズアン書記長とファム・ヴァン・ドン首相が、それぞれ署名した。
これによりベトナムとソ連は、一方が攻撃あるいは攻撃の脅威の対象となった場合、両国は直ちに協議する（第6条）こととなった。
また、条約の有効期間は25年とされ、その後は10年毎に自動延長される（第9条）こととされた。

## 影響
条約締結後の同年12月、ベトナムは隣国カンボジアに侵攻しポル・ポト政権を打倒した（カンボジア・ベトナム戦争、カンプチア人民共和国の成立）。すると、ポル・ポト政権を支援していた中国は「懲罰」としてベトナムに戦争を仕掛けた（中越戦争）。